# Pasaporte palauano
El pasaporte palauano es un documento de viaje internacional que se emite a los ciudadanos de Palaos y que se emite de forma centralizada en la Oficina de Pasaportes en Meyuns, Palaoa.

## Historia
La emisión del pasaporte palauano comenzó el 8 de diciembre de 1994, mientras que los pasaportes oficiales y diplomáticos se emitieron por primera vez el 9 de diciembre de 1994.
De conformidad con la ley RPPL7-3, el 31 de diciembre de 2006, todos los pasaportes de Palaos no legibles por máquina caducaron automáticamente y, a partir del 1 de enero de 2007, solo los pasaportes de Palaos legibles por máquina son documentos de viaje válidos, incluso si un pasaporte no legible por máquina todavía no ha sido válido. alcanzó su fecha de caducidad.

## Requisitos de visa

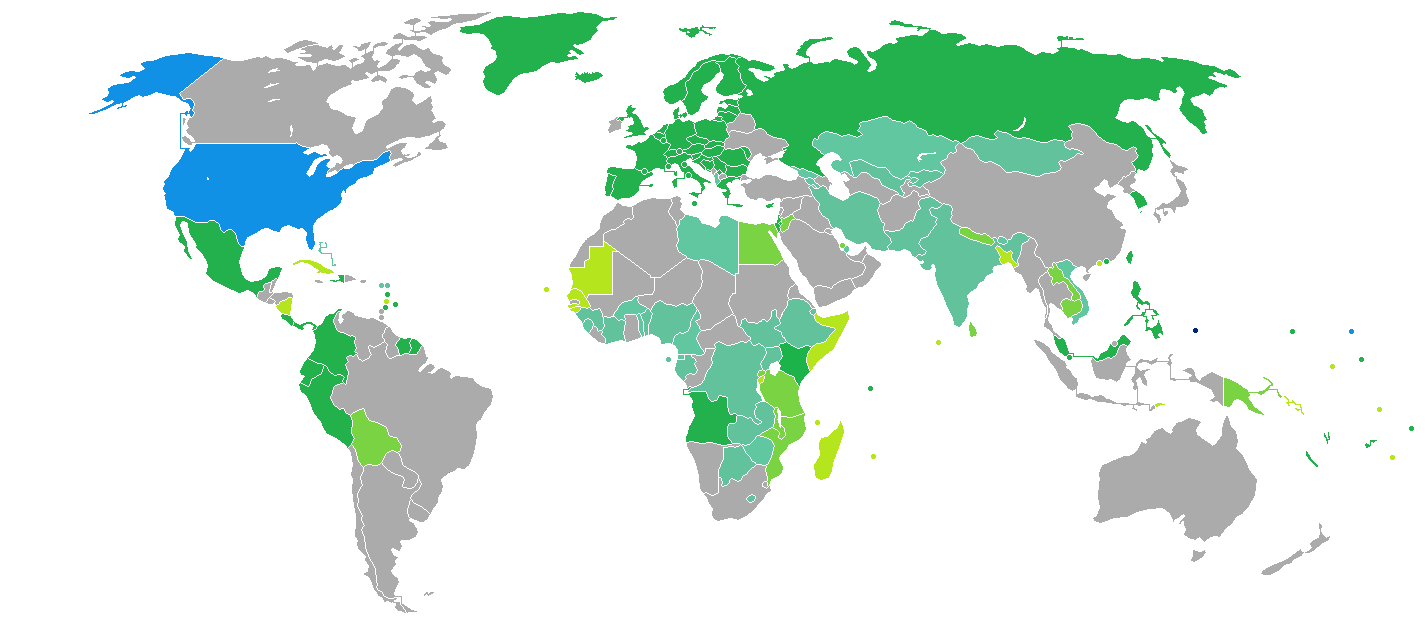
Requisitos de visado para ciudadanos de Palau
PalaosAzul: Libre de visa
Amarillo: Visa a la llegada

A partir del 2 de julio de 2019, los ciudadanos de Palau tenían acceso sin visado o visado a la llegada a 118 países y territorios, lo que sitúa al pasaporte de Palaos el puesto 50 en términos de libertad de viaje según el Índice de pasaportes de Henley.
Palau firmó un acuerdo mutuo de exención de visado con los países del espacio Schengen el 7 de diciembre de 2015.

## Solicitud
Solicitar un pasaporte palauano ordinario cuesta actualmente 50 dólares estadounidenses.